# Basco-algonquin
Le basco-algonquin ou basco-amérindien était un pidgin parlé par des baleiniers basques et les tribus de langues algonquiennes tels que les Micmacs et les Montagnais dans le Nord du golfe du Saint-Laurent vers l'océan Atlantique.
Les Basques distinguaient quatre groupes autochtones dont trois groupes avec qui des relations de confiance s'installent (les « Montaneses » (Montagnais ou Innus aujourd'hui), les  « Souriquois » (Micmacs) les « Canaleses » (Iroquoiens) et les « Esquimaos » (Inuits) qui leur paraissent hostiles.

## Histoire
Vers l'an 1000, les Vikings établirent un village à L'Anse aux Meadows mais ils ne purent pas s'y maintenir. Ils furent les premiers Européens à arriver en Amérique, cinq siècles avant Christophe Colomb.
En 1412, les Islandais notèrent la présence d’une vingtaine de baleinières basques au large de la pointe ouest de Grundarfjörður, donc à environ 500 milles à l'Est des côtes du Groenland. C'est un des premiers documents qui notent une présence basque en Atlantique nord. On peut présumer qu'ils viennent déjà depuis quelques décennies, mais aucune autre preuve n'a été encore découverte.
Ensuite, au XVIe siècle, les Basques viennent y pêcher la baleine et la morue, avec au moins neuf avant-postes de pêche établis au Labrador et à Terre-Neuve. Le plus grand établissement était à Red Bay avec environ 900 personnes. Des pêcheurs européens, principalement des Portugais et des Espagnols, firent plus tard de nombreuses visites en suivant les bancs de poissons à Terre-Neuve.
Les couronnes anglaise et française envoyèrent des expéditions en Amérique du Nord, notamment pour chercher un chemin vers les Indes et également cartographier les zones de pêches du golfe du Saint-Laurent. Les Français installèrent des forts permanents et fondèrent le Canada.

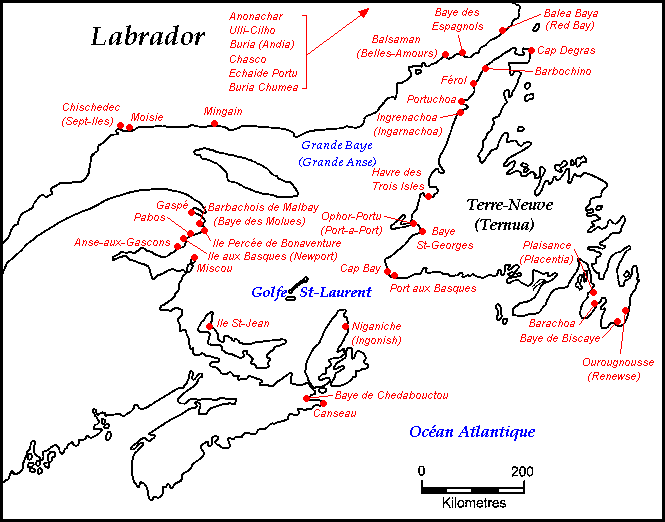
Sites de pêche des Basques

## Le pidgin
Des contacts importants entre les peuples amérindiens et les Basques ont créé un pidgin au vocabulaire assez restreint et à la grammaire rudimentaire, avec pour objectif spontané de trouver un moyen de communication, les différents peuples ayant tous des langues différentes.
Les peuples les plus en contact avec les Basques étaient principalement les Micmacs et les Innus, appelés aussi à l'époque Montagnais. Le moyen de communiquer entre des peuples de langues aussi éloignées (le basque et les langues algonquiennes) s'est fait par la création d'une forme de langage commun, simple, rudimentaire et efficace pour trouver des terrains d'entente et réaliser des échanges commerciaux et autres.
Même si le caractère passif du verbe transitif et du verbe d’action se retrouve dans le basque et dans certaines langues de l’Amérique comme l'algonquin, il n'y a aucune autre corrélation linguistique possible entre l'isolat basque et une quelconque famille linguistique d'Amérique  La création d'un nouveau pidgin était nécessaire pour franchir la barrière linguistique, et d'ailleurs, les Basques en avaient déjà créé un autre sur les fjords à l'ouest de l'Islande, appelé le basco-islandais.
Selon Michel Usereau : « Il n'a jamais existé de créole basque-amérindien. Mais est-il permis d'imaginer que des peuples ayant eu des contacts pacifiques, comme c'est le cas pour les Basques et les Amérindiens, aient développé un pidgin ? Peter Bakker, chercheur à l'université d'Amsterdam, pense que oui. »
Pendant un certain temps, les historiens croyaient à l'existence d'un pidgin à base de français en Amérique, mais après une étude lexicale du pidgin, on constata que c'était du basque.
La personnalité la plus connue ayant pratiqué ce pidgin est Mathieu da Costa, le premier Noir au Canada. Interprète, car il était dans la tradition d'utiliser depuis plus d'un siècle des interprètes africains, Mathieu da Costa « parlait probablement le français, le hollandais, le portugais ainsi que le « pidgin basque ». En fait, ce dialecte était sans doute la langue de commerce la plus utilisée à l'époque avec les peuples autochtones. » 

## Citation en rapport avec ce pidgin
Pedro de Garibay, né au Pays basque en 1571 a publié un livre[réf. nécessaire] à Anvers et là, dans une discussion sur l'apprentissage difficile ou pas de l'euskara, Garibay pense que la langue basque n'est pas difficile et cite le cas des Indiens du Canada qui l'avaient apprise :
« Puisque les marins de la province du Guipuscoa et du señorío de Bizkaia et le Pays des Basques vont chaque année à la terre récemment découverte (Newfoundland) pour pêcher et chasser, les sauvages de cette région ont appris leur langage cantabre [c'est-à-dire l'euskara] malgré la brève communication, tellement de peu de durée, qu'ils maintiennent avec les gens d'ici avec une seule fois par an, pendant une période de moins de trois mois. Et si ces gens privés raison et organisation sont capables de l'apprendre, tout au plus il pourrait facilement les gens de vie respectable de notre vieux monde… » 
L'historien Lope Martinez de Isasti de Lezo écrit en 1625 sur la relation avec les populations locales:
« ... c'est dans la région aussi lointaine de Terre-Neuve que la population sauvage des Montagnais ont appris à communiquer avec les marins basques, allant chaque année pêcher la morue, qui, entre autres choses posent la question suivante en basque: Nola zaude? (Comment ça va ?) : Gracieusement répondu: Apaizac obeto, les meilleurs ecclésiastiques, sans savoir ce qu'est un dignitaire religieux, mais en ayant entendu déjà parlé. Ils parlent et traitent avec les nôtres, et aident à tirer le poisson sur le rivage en échange d'un peu de pain, de biscuit et de cidre qu'ils n'ont pas là. » 
Il y a également eu des contacts avec les baleiniers européens de religion chrétienne, la preuve est dans cette déclaration d'un Micmac à un missionnaire:
Noukhimami Jesus, ïagoua Khistinohimaonitou Khik hitouina caié Khiteritamouïn. Ca cataouachichien Maria ouccaonia Jesu, cacataouachichien Joseph aïamihitouinan. ,
« Mon Seigneur Jésus, montrez-moi vos paroles et votre volonté! Oh, la bonne Marie, Mère de Dieu! Oh, bon José! Priez pour moi! »
Peu de commentaires sur l'utilisation de ce pidgin sont mentionnés jusqu'à nos jours. Cependant, en 1616, un missionnaire jésuite note que les amérindiens de Port Royal en Nouvelle-Écosse utilisaient le mot adesquidex qui signifie « ami » en basque pour saluer les Français. En 1603, les missionnaires français établis à Tadoussac notent aussi que les Montagnais faisaient usage du mot ania qui signifie « frère » en basque pour saluer seulement les Français, tandis qu'entre eux ils utilisaient le mot nichtais.

## Exemples

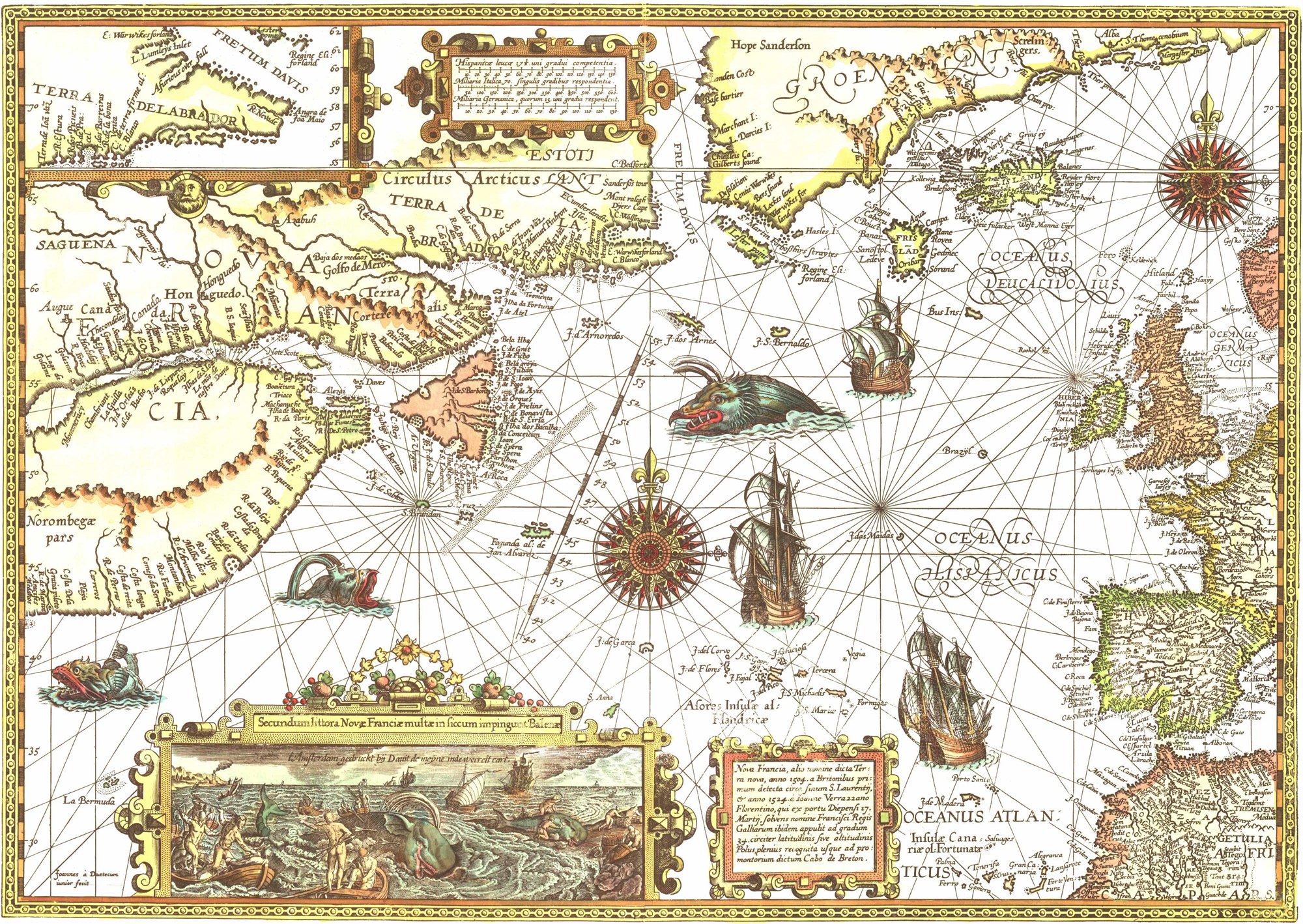
Carte de 1592 avec une illustration de chasse à la baleine en Atlantique nord

### Quelques mots
Outre celles mentionnées, ils ont aussi utilisé ensuite quelques mots du français: garramersies (grand merci, gracias). Même macharoa du portugais (passaro, oiseau), chave (saber, savoir) .
| Année       | Algonquin (Micmac) | euskara         | Français          |
| ----------- | ------------------ | --------------- | ----------------- |
| 1603        | matachia           | txanpon         | monnaie, ornement |
| 1612        | matachiaz          | txanpon         | monnaie, ornement |
| 1613        | souricoua          | zuriko          | blanc (monnaie)   |
| 1613        | pilotoua           | gidari          | pilote            |
| 1616        | adesquidex/s       | adiskide        | ami               |
| 1616        | bascua             | euskaldun       | basque            |
| 1616        | chabaya            | basati          | sauvage           |
| 1618        | atouray            | atorra          | chemise           |
| 1618        | baccalaos          | bakailao        | morue             |
| 1618        | endia              | handi           | grand             |
| 1618        | escorken           | moskor          | ivre              |
| 1618        | Canadaquoa         | Kanadakoa       | du Canada         |
| 1618        | kessona            | gizona          | homme             |
| 1618        | mercatoria         | merkataria      | commerçant        |
| 1618        | muschkucha         | bizkotx         | gâteau            |
| Aucune date | ania (montagnais)  | anaia           | frère             |
| Aucune date | capitaina          | kapitaina       | capitaine         |
| Aucune date | caracona           | gari ona/ogia   | pain              |
| Aucune date | carcaria/ircay     | irri-karkara    | rire              |
| Aucune date | castaigne          | gaztaina/magina | châtaigne         |
| Aucune date | chimonutz          | txima luze      | crinière          |
| Aucune date | echpata            | ezpata          | épée              |
| Aucune date | elege              | errege          | roi               |
| Aucune date | makia              | makila          | bâton             |
| Aucune date | maria              | balea           | baleine           |
| Aucune date | martia             | marta/lepahoria | martes            |
| Aucune date | orignak            | oreinak         | orignal           |
| Aucune date | tabaguia           | tapakia/aterpea | refuge            |
| Aucune date | barilia            | barrika         | baril             |

### Phrases

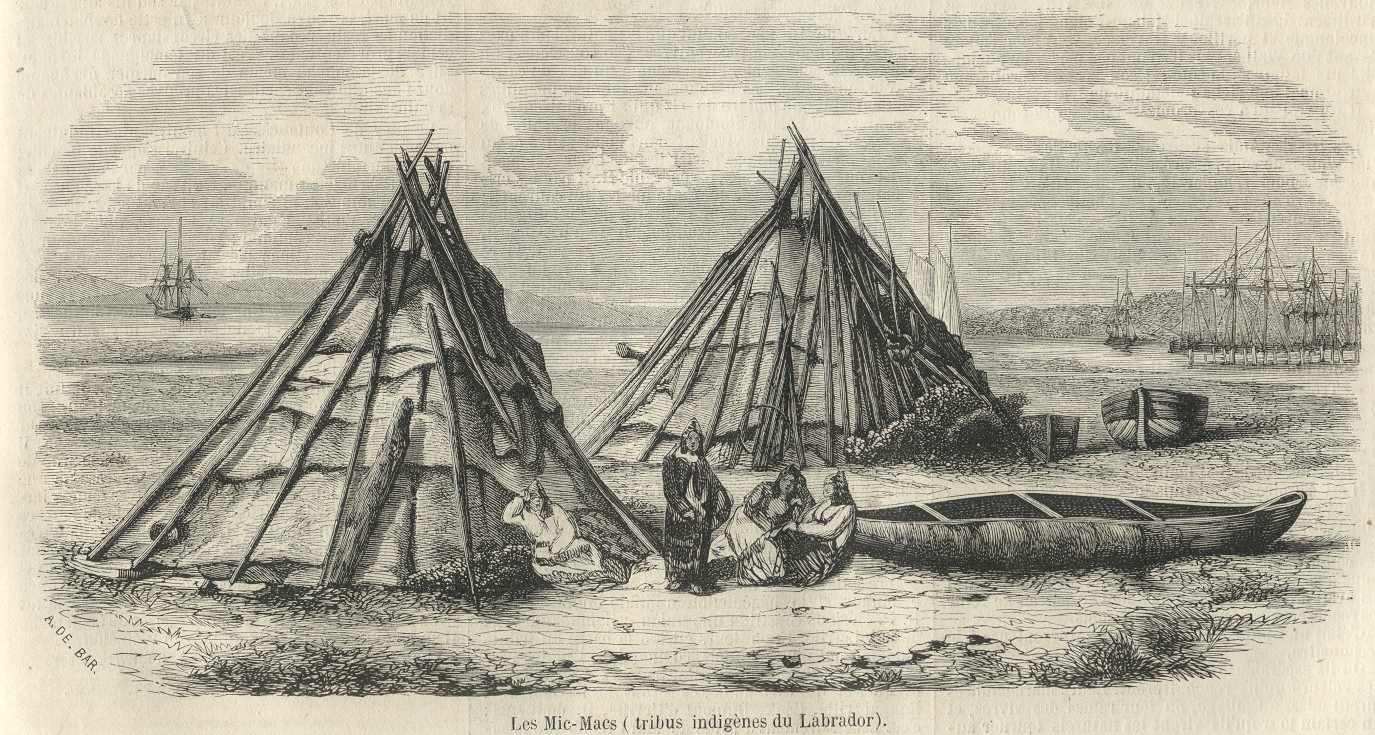
Tribu des Mic-Macs, Mac Vernoll, dans Le Monde illustré, no 53, 17/04/1858.

En fait, les autochtones ne parlaient pas couramment le basque, mais plutôt quelques phrases simples avec un lexique basque, micmac et dans une moindre mesure avec du français et du montagnais.
Voici quelques phrases en basco-algonquin :
- Basco-algonquin ⇒ Ania, kir capitana?
- Basque ⇒ Anaia, capitana al zara?
- Français ⇒ Frère, vous êtes un commandant de bord ?

- Basco-algonquin ⇒ Ania capitana ouias amiscou.
- Basque ⇒ Anaia capitana kastor haragia.
- Français ⇒ Frère, capitaine de la viande de castor.
- Anglais ⇒ Brother captain beaver´s meat.

- Basco-algonquin ⇒ Endia chave Normandia.
- Basque ⇒ Frantsesek gauza asko dakite.
- Français ⇒ Les Français savent beaucoup de choses.

- Basco-algonquin ⇒ Gara gara ender-quir gara gara.
- Basque ⇒ Guda izango dugu.
- Français ⇒ Il y aura la guerre si nous continuons comme cela.

- Basco-algonquin ⇒ Nola zaude? Apezak obeto.
- Basque ⇒ Nola zaude? Apaizak hobeto.
- Français ⇒ Comment êtes-vous ? Les curés mieux.

- Basco-algonquin ⇒ Maloes mercatora.
- Basque ⇒ Malo Deunakoak merkatari bidegabekoak dira.
- Français ⇒ Ceux de Saint-Malo sont des commerçants injustes.

## Influence toponymique basque

Illustration d'un couple de Montagnais aux XVIe siècle

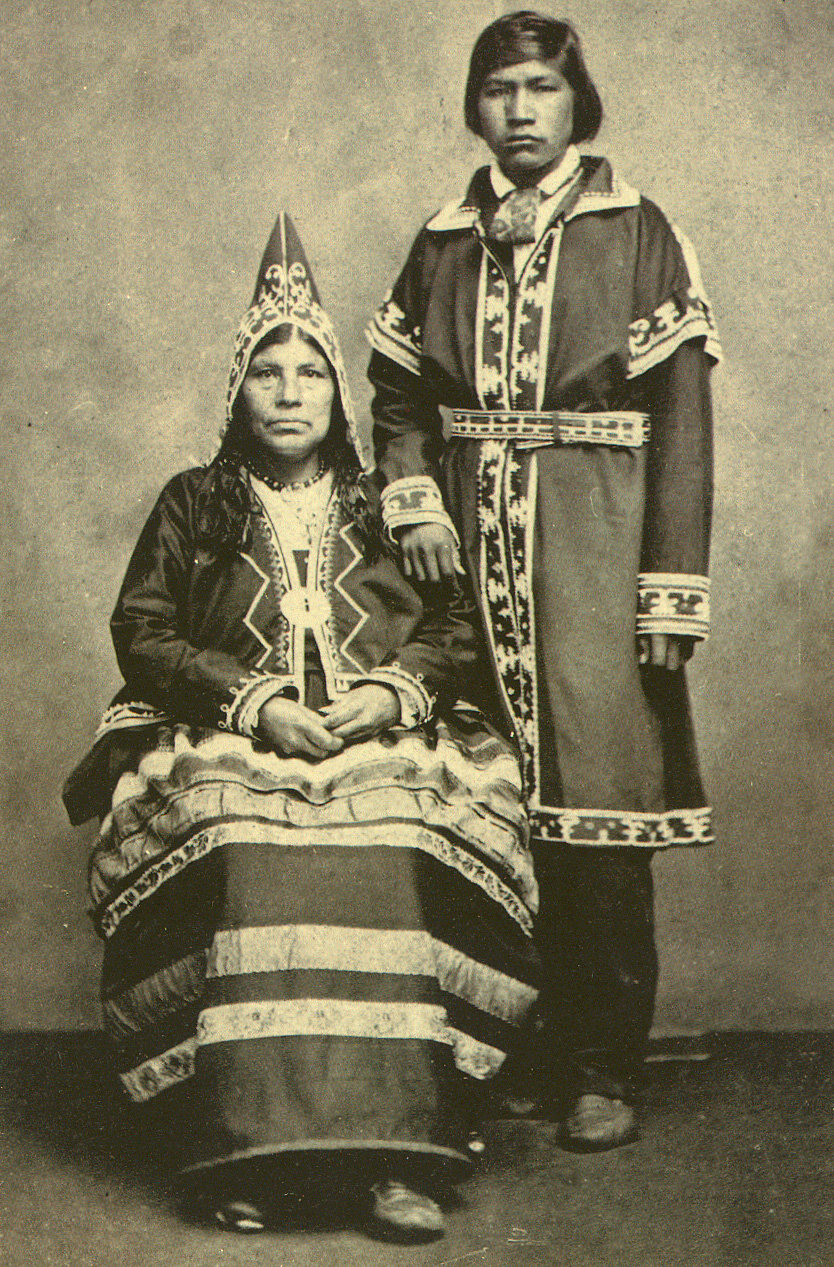
Photo d'un couple de Micmacs en 1865 en Nouvelle-Écosse

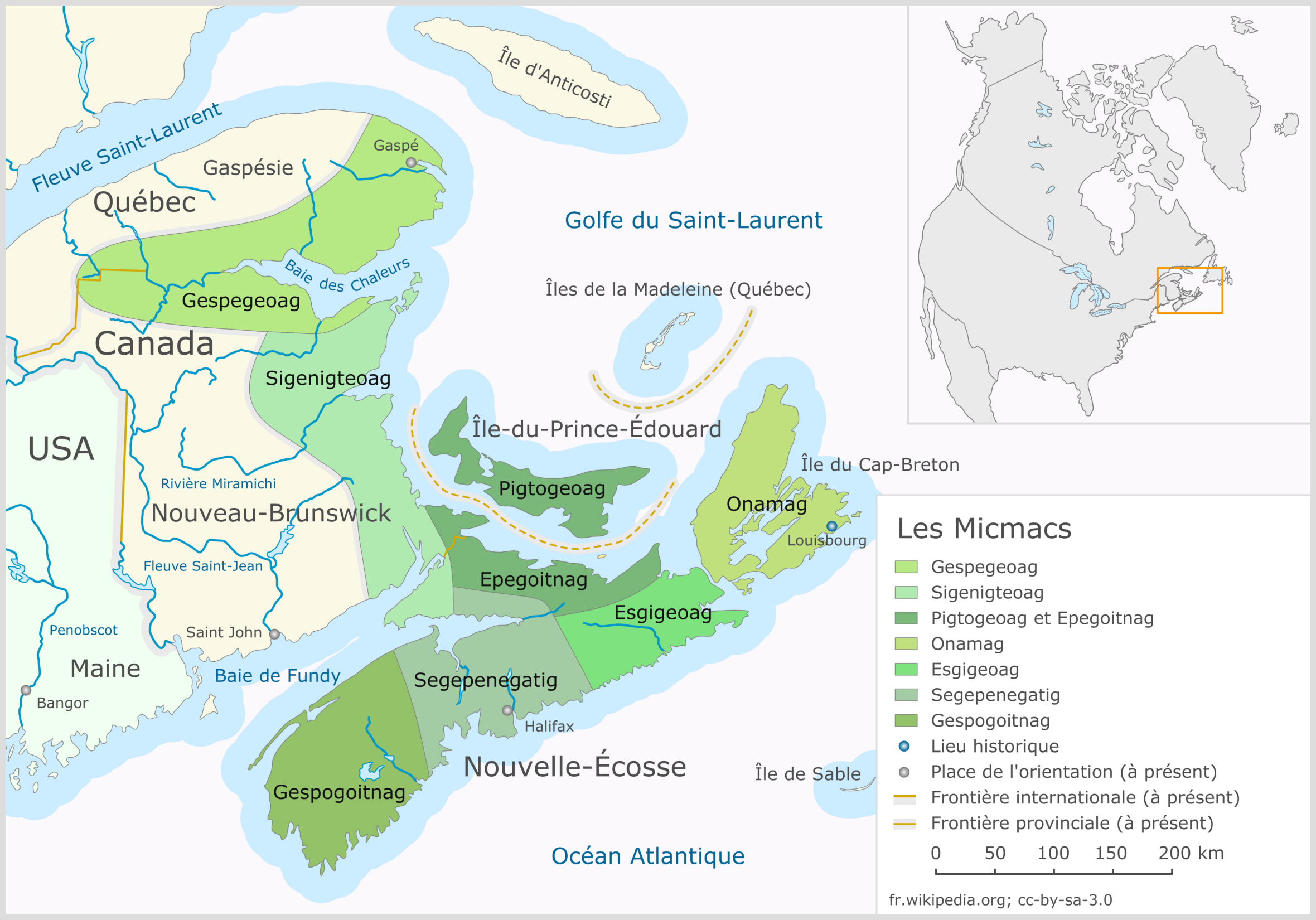
Carte des 7 districts mi'kmaq.

Cette liste de lieux est à travailler
De nombreux noms de lieux trouvent leurs origines dans la langue basque.
Québec
- Baie-aux-Basques proche de Saint-Siméon (Charlevoix-Est)
- Exafaud-aux-Basques proche de Saint-Siméon (Charlevoix-Est)
- Anse-aux-Basques Proche de Baie-Comeau
- Île-aux-Basques en face de la ville de Trois-Pistoles
- Tadoussac
- Les Escoumins. Avec Marc Lescarbot, avocat, auteur (1570-1642), Samuel de Champlain décrit la principale colonie basque de Lesquemin[15]
- Barachois (Baratxoa) [16]
- Uli-Zulo
- Burua-Aundi
- Etxalde-portu
- Igarnatxoa
- Anton portu
- Barba Zulo
- Lobeeta
- Samaded
- Fortea Bay Blanc Sablon
- L’échourie (Urdazuri) La Grande-Échourie, 17 km de long qui offre des eaux chaudes dans la Baie du Havre-aux-Basques [17]

Terre-Neuve
L'influence des Basques sur la toponymie est particulièrement forte dans cette région. En effet, l'ethnographe basque Mirén Egaña Goya a trouvé une cinquantaine de toponymes basques sur les côtes de Terre-Neuve.
- Bay of Biskay (Baye de Bizkaye)
- Port au Choix (Portutxoa) [16]
- Barachois (Terre-Neuve-et-Labrador) (Barratxoa)
- Port-à-port (Opor-portu) [16]
- Port-aux-Basques
- Placentia (Plazentzia)
- Île-aux-Basques
- Bonne Bay (Baye Ederra)

Nouvelle Biscaye
- Ingonachoix Bay (Aingura Txar) littéralement « Mauvaise ancre » [19]
- Longue pointe (Punta mehea)
- Portutxo Zaharra
- Antton Portu
- Portu Txarra
- Balea Handia (Grande baleine)
- Amuitz
- Miarritz